# عيسى في الهند (كتاب)

غلاف الكتاب للطبعة الإنجليزية لعام 2003

عيسى في الهند (الأردية:  مسیح ہندوستان میں) هي رسالة كتبها ميرزا غلام أحمد ، مؤسس الحركة الأحمدية في عام 1889. الرسالة، التي نشرت في ذلك الوقت على هيئة كتاب، تطرح وجهة نظر مفادها أن عيسى نجا من الصلب [الإنجليزية]، وغادر مقاطعة يهودا الرومانية وهاجر شرقًا من أجل مواصلة مهمته إلى "قبائل إسرائيل المفقودة"، وسافر عبر بلاد فارس وأفغانستان، ومات في النهاية موتًا طبيعيًا ومُشرفًا في كشمير في سن الشيخوخة. ويشير الكتاب أيضًا إلى العديد من القبائل اليهودية المفقودة. لقد طبق غلام أحمد التحليل النصي لكل من الأناجيل والمصادر الإسلامية - القرآن والحديث - كما استعان أيضًا بالمواد الطبية والتاريخية، بما في ذلك ما زُعم أنه سجلات بوذية قديمة، للدفاع عن قضيته. وقد رفض بعض العلماء المعاصرين مثل نوربرت كلات [الإنجليزية] (1988) استخدام غلام أحمد لهذه المصادر الأخيرة باعتبارها قراءات خاطئة لمواد لا علاقة لها بعيسى.

## الخلفية
اكتمل الكتاب في عام 1899 ونُشر جزئيًا في مجلة مراجعة الأديان في عامي 1902 و1903. وقد نُشر في شكل كتاب بعد فترة وجيزة من وفاة غلام أحمد في عام 1908 م. نُشرت أول ترجمة كاملة باللغة الإنجليزية في عام 1944 م.

## محتوى الكتاب
تشير الرسالة إلى أن عيسى، بعد أن نجا من الصلب، غادر الولاية الرومانية بهدوء إلى الشرق، وبدأ رحلته من القدس ومر عبر نصيبين وبلاد فارس، ووصل في النهاية إلى أفغانستان حيث التقى بالقبائل الإسرائيلية التي استقرت هناك بعد هروبها من قيود نبوخذ نصر قبل قرون. ومن هنا سافر إلى كشمير حيث استقرت بعض القبائل الإسرائيلية هناك وعاشت هناك حتى وفاته في سن الشيخوخة.
اقترح مؤلفون آخرون أن التشابه بين التعاليم البوذية والمسيحية وبين حياة عيسى وبوذا كما هو مسجل في كتبهم المقدسة يشير إلى أن التعاليم البوذية لابد وأن وصلت إلى فلسطين وأدرجها عيسى في تعاليمه الخاصة، أو أنه لابد وأن سافر إلى الهند قبل صلبه. لكن غلام أحمد يزعم أن عيسى وصل إلى الهند فقط بعد صلبه وأن البوذيين أعادوا فيما بعد إنتاج عناصر من الأناجيل في كتبهم المقدسة. ويزعم أن عيسى بشّر أيضًا بالرهبان البوذيين، وكان بعضهم يهودًا في الأصل، والذين قبلوه باعتباره تجسيدًا لبوذا، "المعلم الموعود"، وخلطوا تعاليمه بتعاليم بوذا.
يحتوي كتاب عيسى في الهند أيضًا على ادعاءات بشأن مكان وجود القبائل المفقودة من إسرائيل، مما يشير إلى أن هذه القبائل كانت متناثرة في جميع أنحاء أفغانستان وكشمير والتبت. ويقدم أيضًا قائمة بأسماء قبائل هذه المناطق التي تسعى إلى تتبع جذورها الإسرائيلية .[محل شك]

## طالع أيضًا
- عيسى في الإسلام الأحمدي [الإنجليزية]
- القبائل العشر المفقودة
- مؤامرة يسوع
- كتابات ميرزا غلام أحمد [الإنجليزية]
- سنوات غير معروفة من حياة يسوع

## روابط خارجية
- عيسى في الهند
- آراء الأحمدية حول عيسى